# Hertha Wambacher
Hertha Wambacher (Viena, 9 de março de 1903 – 25 de abril de 1950) foi uma física austríaca. Foi indicada ao Prêmio Nobel, em 1950, junto de Marietta Blau, por Erwin Schrödinger.

## Biografia
Após obter o certificado de conclusão do ensino médio em um colégio para moças, gerenciado pela Associação para a Educação Estendida de Mulheres, em 1922, Hertha estudou química e depois física na Universidade de Viena. Sua dissertação no Segundo Instituto de Física foi orientada por Marietta Blau, com quem Wambacher continuou a colaborar logo após seu doutorado em 1932. A cooperação das duas levou a um método confiável de identificação e detecção de partículas ionizantes. Por seu trabalho com Marietta, ambas receberam da Academia de Ciências de Viena o Prêmio Lieben em 1937. As duas publicaram vários artigos na área.
Também em 1937, Blau e Wambacher descobriram juntas as "estrelas que se desintegravam" em placas fotográficas que tinham sido expostas à radiação cósmica em uma altitude de 2300 metros acima do nível do mar. Essas "estrelas" eram os padrões de faixas de partículas de reações nucleares (eventos de espalação) de partículas de raios cósmicos com os núcleos da emulsão fotográfica.
Após Marietta ter que deixar a Áustria em 1939 com o avanço do Nazismo, Hertha continuou trabalhando na identificação de partículas de reações nucleares de raios cósmicos com emulsão. Com esse trabalho, ela obteve o certificado de docente, em 1940, dando aulas na Universidade de Viena. Em 1945, por ter pertencido ao Partido Nazista desde 1934, Hertha foi removida do quadro de docentes da universidade, tendo ficado detida na Rússia. Ela teria retornado à Áustria em 1946. Apesar do câncer, ela continuou a trabalhar em Viena em um laboratório.

## Morte
Hertha morreu devido a um câncer em 25 de abril de 1950, em Viena, 47 anos.